# Andrew Zisserman
Andrew Zisserman, né en 1957, est un chercheur britannique en vision par ordinateur à l'Université d'Oxford.
Il est particulièrement connu pour ses travaux sur la géométrie projective et multi-vues en vision par ordinateur, et plus récemment pour l'introduction du modèle de Bag of Features (BOF) pour la détection et reconnaissance d'objets dans des vidéos.

## Publications
Andrew Zisserman a publié de nombreux articles, dont certains ont été très influents, ainsi qu'un certain nombre de livres importants:
- 1987. Visual reconstruction. With Andrew Blake.
- 1992. Geometric invariance in computer vision. Edited with Joseph Mundy.
- 1994. Applications of invariance in computer vision : second joint European-US workshop, Ponta Delgada, Azores, Portugal, October 9-14, 1993 : proceedings. With Joseph L. Mundy and David Forsyth (eds).
- 1996. ECCV '96 International Workshop (1996 : Cambridge, England) Object representation in computer vision II : ECCV '96 International Workshop, Cambridge, UK, April 13-14, 1996 : proceedings. With Jean Ponce, and Martial Hebert (eds.).
- 1999. International Workshop on Vision Algorithms (1999 : Corfu, Greece) Vision algorithms : theory and practice : International Workshop on Vision Algorithms, Corfu, Greece, September 21-22, 1999 : proceedings. With Bill Triggs and Richard Szeliski (eds.).
- 2000. Multiple view geometry in computer vision. With Richard Hartley. Second edition 2009[1].